# Bob Dadae
Robert Dadae, Orden de San Miguel y San Jorge, es el 10.° y actual Gobernador general de Papúa Nueva Guinea. Asumió el cargo el 28 de febrero de 2017, sucediendo a Michael Ogio.
Fue educado en la Agencia Luterana de Ombo en Derim y en el Instituto Bugandi. Posteriormente realiza un Bachelor of Commerce en la Universidad de Papúa Nueva Guinea (1988) y una Maestría en Administración de negocios en la Universidad Griffith (1995). Antes de que ingresara al Parlamento, trabajó como contador para la Iglesia Evangélica Luterana de Papúa Nueva Guinea y fue miembro de la junta a cargo de la casa editorial Christian Press.
Fue elegido para el Parlamento Nacional de Papúa Nueva Guinea en las elecciones generales de 2002, como militante del Partido Unido por el distrito de Kabwum, convirtiéndose en el vicepresidente de su partido después de las elecciones. Fue vocero adjunto en 2004. Fue reelegido en las elecciones generales de 2007, y fue Ministro de Defensa durante el gobierno de Michael Somare de 2007 a 2011. Tras la derrota electoral de Somare en 2011, Dadae renunció a su partido e ingresó en el Partido del Congreso Nacional del Pueblo (el partido político más grande del país) y fue nuevamente reelegido en las elecciones generales de 2012.
El 28 de febrero de 2017, fue nombrado Gobernador general de Papúa Nueva Guinea, y posteriormente, fue nombrado Caballero de la Orden de San Miguel y San Jorge el 5 de mayo de ese mismo año.